# 基金会

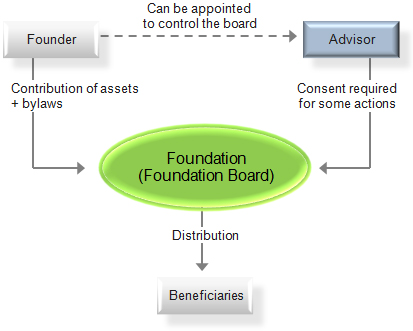
基金會圖示

基金會（英語：foundation），也常称為慈善基金會（英語：charitable foundation）是利用自然人、法人或者其他組織捐贈的財產，從事慈善、公益事業的非營利性財團法人（德語：Stiftung）。 法人（德語：Juristische Person）是自然人以外，由法律所創設，得為權利及義務主體的團體。 自法人之組織內容觀察，有以社員的集合為中心者稱為「社團」，有以獨立財產為中心者稱為「財團」。